# Ricardo Javier Varela Fernandez

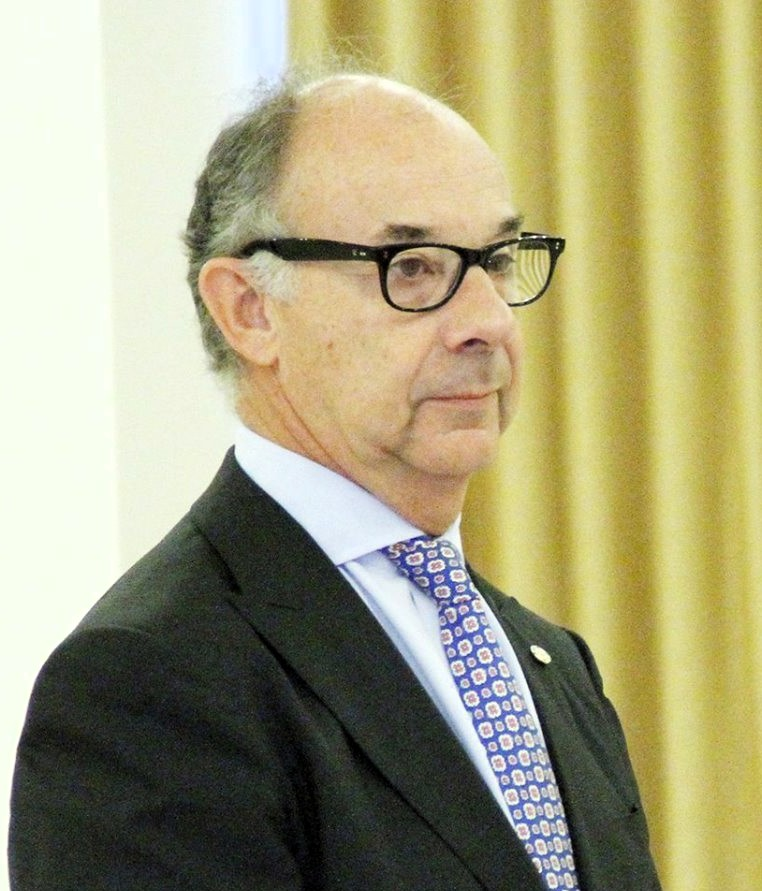
Ricardo Javier Varela Fernandez (2016)

Ricardo Javier Varela Fernandez ist ein uruguayischer Berufsdiplomat.
Fernandez wurde am 9. April 2015 zum neuen uruguayischen Botschafter in Australien und unter anderem in Osttimor ernannt.
 Seine Akkreditierung übergab Fernandez in Osttimor am 15. Juni 2016. In Canberra blieb er bis 2018.
Fernandez wurde Botschafter in Rom. Neben Italien vertritt Fernandez Uruguay unter anderem auch in Kroatien (ab 2022) und Malta.